# Open GDF Suez
Open GDF Suez, do roku 2008 Open Gaz de France – kobiecy turniej tenisowy rangi WTA Premier zaliczany do cyklu WTA Tour. Rozgrywany na kortach twardych w hali w Paryżu. Ostatnia edycja miała miejsce w 2014 roku.

## Mecze finałowe

### gra pojedyncza
| Rok  | Zwyciężczyni             | Finalistka           | Wynik            |
| 2014 | Anastasija Pawluczenkowa | Sara Errani          | 3:6, 6:2, 6:3    |
| 2013 | Mona Barthel             | Sara Errani          | 7:5, 7:6(4)      |
| 2012 | Angelique Kerber         | Marion Bartoli       | 7:6(3), 5:7, 6:3 |
| 2011 | Petra Kvitová            | Kim Clijsters        | 6:4, 6:3         |
| 2010 | Jelena Diemientjewa      | Lucie Šafářová       | 6:7, 6:1, 6:4    |
| 2009 | Amélie Mauresmo          | Jelena Diemientjewa  | 7:6(7), 2:6, 6:4 |
| 2008 | Anna Czakwetadze         | Ágnes Szávay         | 6:2, 3:6, 6:2    |
| 2007 | Nadieżda Pietrowa        | Lucie Šafářová       | 4:6, 6:1, 6:4    |
| 2006 | Amélie Mauresmo          | Mary Pierce          | 6:1, 7:6(2)      |
| 2005 | Dinara Safina            | Amélie Mauresmo      | 6:4, 2:6, 6:3    |
| 2004 | Kim Clijsters            | Mary Pierce          | 6:2, 6:1         |
| 2003 | Serena Williams          | Amélie Mauresmo      | 6:3, 6:2         |
| 2002 | Venus Williams           | Jelena Dokić         | walkower         |
| 2001 | Amélie Mauresmo          | Anke Huber           | 7:6(2), 6:1      |
| 2000 | Nathalie Tauziat         | Serena Williams      | 7:5, 6:2         |
| 1999 | Serena Williams          | Amélie Mauresmo      | 6:2, 3:6, 7:6(4) |
| 1998 | Mary Pierce              | Dominique Monami     | 6:3, 7:5         |
| 1997 | Martina Hingis           | Anke Huber           | 6:3, 3:6, 6:3    |
| 1996 | Julie Halard-Decugis     | Iva Majoli           | 7:5, 7:6(4)      |
| 1995 | Steffi Graf              | Mary Pierce          | 6:2, 6:2         |
| 1994 | Martina Navrátilová      | Julie Halard-Decugis | 7:5, 6:3         |
| 1993 | Martina Navrátilová      | Monica Seles         | 6:3, 4:6, 7:6(3) |

### gra podwójna
| Rok  | Zwyciężczynie                             | Finalistki                              | Wynik             |
| 2014 | Anna-Lena Grönefeld Květa Peschke         | Tímea Babos Kristina Mladenovic         | 6:7(7), 6:4, 10–5 |
| 2013 | Sara Errani Roberta Vinci                 | Andrea Hlaváčková Liezel Huber          | 6:1, 6:1          |
| 2012 | Liezel Huber Lisa Raymond                 | Anna-Lena Grönefeld Petra Martić        | 7:6(3), 6:1       |
| 2011 | Bethanie Mattek-Sands Meghann Shaughnessy | Wiera Duszewina Jekatierina Makarowa    | 6:4, 6:2          |
| 2010 | Iveta Benešová Barbora Záhlavová-Strýcová | Cara Black Liezel Huber                 | walkower          |
| 2009 | Cara Black Liezel Huber                   | Květa Peschke Lisa Raymond              | 6:4, 3:6, 10–4    |
| 2008 | Alona Bondarenko Kateryna Bondarenko      | Eva Hrdinová Vladimíra Uhlířová         | 6:1, 6:4          |
| 2007 | Cara Black Liezel Huber                   | Gabriela Navrátilová Vladimíra Uhlířová | 6:2, 6:0          |
| 2006 | Émilie Loit Květa Peschke                 | Cara Black Rennae Stubbs                | 7:6(5), 6:4       |
| 2005 | Iveta Benešová Květa Peschke              | Anabel Medina Garrigues Dinara Safina   | 6:2, 2:6, 6:2     |
| 2004 | Barbara Schett Patty Schnyder             | Silvia Farina Elia Francesca Schiavone  | 6:3, 6:2          |
| 2003 | Barbara Schett Patty Schnyder             | Marion Bartoli Stéphanie Cohen-Aloro    | 2:6, 6:2, 7:6(5)  |
| 2002 | Nathalie Dechy Meilen Tu                  | Jelena Diemientjewa Janette Husárová    | walkower          |
| 2001 | Virginie Razzano Iva Majoli               | Kimberly Po Nathalie Tauziat            | 6:3, 7:5          |
| 2000 | Sandrine Testud Julie Halard-Decugis      | Åsa Svensson Émilie Loit                | 3:6, 6:4, 6:3     |
| 1999 | Irina Spîrlea Caroline Vis                | Ai Sugiyama Jelena Lichowcewa           | 7:5, 3:6, 6:3     |
| 1998 | Sabine Appelmans Miriam Oremans           | Łarysa Neiland Anna Kurnikowa           | 1:6, 6:3, 7:6(3)  |
| 1997 | Martina Hingis Jana Novotná               | Rita Grande Alexandra Fusai             | 6:1, 6:2          |
| 1996 | Jana Novotná Kristie Boogert              | Julie Halard-Decugis Nathalie Tauziat   | 6:4, 6:3          |
| 1995 | Meredith McGrath Łarysa Neiland           | Manon Bollegraf Rennae Stubbs           | 6:3, 6:1          |
| 1994 | Laurence Courtois Sabine Appelmans        | Mary Pierce Andrea Temesvári            | 6:4, 6:4          |
| 1993 | Jana Novotná Andrea Strnadová             | Jo Durie Catherine Suire                | 7:6(2), 6:2       |